# Cyanistes
Cyanistes er en slægt af fugle i familien mejser. De tre arter findes udbredt i Europa, Mellemøsten, Centralasien og Nordafrika. 

## Arter
- Blåmejse, Cyanistes caeruleus, Europa og Mellemøsten
- Kanarisk blåmejse, Cyanistes teneriffae, Kanariske Øer og nordligste Afrika
- Azurmejse, Cyanistes cyanus, Rusland og Centralasien